# Коммунизм (Кара-Сууский район)
Коммунизм (кирг. Коммунизм) — село в Кара-Сууском районе Ошской области Кыргызстана. Входит в состав Жоошского айылного аймака.

## География
Село расположено в северо-западной части области, на расстоянии приблизительно 4 километров (по прямой) к югу от города Кара-Суу, административного центра района. Абсолютная высота — 819 метров над уровнем моря.

## Население
Согласно оценочным данным Национального статистического комитета Кыргызской Республики, численность населения села на начало 2023 года составляла 1049 человек.
| год     | 2009 | 2014 | 2015 | 2020 | 2021 | 2023 |
| ------- | ---- | ---- | ---- | ---- | ---- | ---- |
| человек | 1922 | 851  | 835  | 992  | 1019 | 1049 |